# Parkway Drive
Parkway Drive és un grup de metalcore de Byron Bay, New South Wales, Austràlia. Parkway Drive ha llençat un EP, dos àlbums compartits i set discs de llarga duració.

## Membres

### Actualment
- Winston McCall - Vocal
- Ben Gordon - Bateria
- Jeff Ling - Guitarra
- Luke Kilpatrick - Guitarra
- Jia "Pipey" O'Connor - Baix

### Altres membres
- Brett Versteeg
- Paul Lynch
- Tom Jagels
- Liam Readen-Smith
- Shaun Cash

## Discografia

### Àlbums
- 2005 - Killing with a Smile (Resist Records, Epitaph Records)
- 2007 - Horizons (Resist Records, Burning Heart Records, Epitaph Records)
- 2010 - Deep Blue (Resist Records, Burning Heart Records, Epitaph Records)
- 2012 - Atlas (Resist Records, Epitaph Records)
- 2015 - Ire (Epitaph Records)
- 2018 - Reverence (Epitaph Records)
- 2022 - Darker Still (Epitaph Records)

### EP'S
- 2003 - Split EP amb I Killed The Prom Queen
- 2004 - Don't Close Your Eyes EP (Resist Records)
- 2006 - Don't Close Your Eyes (Reissue) EP (Resist Records)

### Altres llançaments
- N/A - "What We've Built" BBHC compilation
- 2006 - Smoke 'Em If Ya Got 'Em [Music Video] (Resist Records)
- 2007 - Boneyards [Music Video] (Resist Records)